# Célestin Demblon

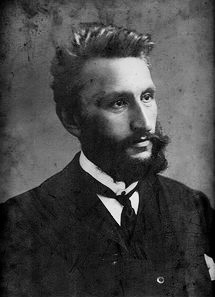
Célestin Demblon

Pierre Joseph Célestin Demblon (Neuville-en-Condroz, 19 mei 1859 - Brussel, 12 december 1924) was een Belgisch politicus en Waals militant. 

## Levensloop
Demblon studeerde aan de Normaalschool in Luik en werd onderwijzer in het gemeentelijk onderwijs van deze stad. In zijn lessen sprak hij over de ellende van de arbeidende klasse en sprak zelfs het woord 'socialisme' uit. De liberale schepen van onderwijs bekwam zijn afzetting door de gemeenteraad. Hij werd onmiddellijk docent aan de Université Nouvelle, de dissidente leerschool die zich had afgescheurd van de ULB.
Toen een algemene staking uitbrak in Wallonië, nam Demblon er actief aan deel in Luik. Een van zijn bijdragen was het samenbrengen van de diverse groepen die iets voor de arbeiders deden, tot één grote Socialistische Federatie die de Belgische Werkliedenpartij werd. Hij werd de politieke kandidaat voor deze federatie en werd in 1894 een van de eerste socialistische volksvertegenwoordigers, waarbij hij de strijd won tegen de liberale voorman Walthère Frère-Orban. Hij behield dit mandaat tot aan zijn dood.
Op 21 januari 1898 werd hij uit de zittingzaal van de Kamer verwijderd omdat hij de kamervoorzitter beledigde door te zeggen dat die niet de moed zou hebben om luidop te spreken (Il fallait avoir le courage de parler tout haut.)
Hij werd ook lid van de gemeenteraad van Luik (1895-1911) die hem een paar jaar voordien had afgezet, en werkte mee aan La Wallonie van Albert Mockel. 
Hij stond snel open voor de Vlaamse verzuchtingen en steunde het federalisme, dat toen bestuurlijke splitsing genoemd werd. 
Na de Eerste Wereldoorlog zocht hij toenadering tot de communisten. Hij zag met een goed oog de oprichting van de Sovjet-Unie. De contacten die hij nam met de communistische groepen wekten onrust bij de Socialistische Federatie. Men zocht een middel om hem uit te sluiten en vond die in het feit dat hij niet tijdig zijn lidgeld had betaald.
Het werd duidelijk dat Demblon bij de volgende wetgevende verkiezingen de communistische lijst zou aanvoeren. Hij werd echter het slachtoffer van een kwalijke griep en stierf.
De socialistische Federatie wilde deze icoon van het socialisme, ondanks de verwijdering, toch eren en bouwde een groot monument voor hem op het kerkhof van Robermont. De communisten wilden niet onderdoen en bouwden een tweede monument ter zijner eer, op hetzelfde kerkhof.
Een aantal straten, vooral in het Luikse, draagt zijn naam.

## Auteur
Het literaire werk van Demblon is van een aanzienlijke omvang. Hij publiceerde heel wat poëzie. Internationaal werd hij bekend door zijn studies over Shakespeare, waarbij hij in het Frans de stelling uitdroeg die de grote schrijver identificeerde als een Engelse edelman, Lord Rutland, die onder de schuilnaam Shakespeare schreef. 

## Publicaties
- Contes mélancoliques, Luik, 1883.
- Mes croyances, Brussel, 1884.
- Les fonctionnaires sont-ils des citoyens?, Luik, 1884.
- Le roitelet, poème en prose, Parijs, 1885.
- Noël d'un démocrate, Brussel, 1886.
- L'affaire Beernaert-Pourbaix, Brussel, 1898.
- Jean Volders, sa vie, Luik, 1899.
- La pornographie cléricale, Brussel, 1903.
- Oscar Beck, Luik, 1903.
- Macbeth, traduction, Brussel, 1904.
- Lord Rutland est Shakespeare. Le plus grand des mystères dévoilé, Parijs, 1912.
- L'auteur d'Hamlet et son monde, Parijs, 1914.
- La guerre à Liège. Pages d'un témoin, Parijs, 1915.
- Le droit des femmes, Hoei, 1920.